# Huaco

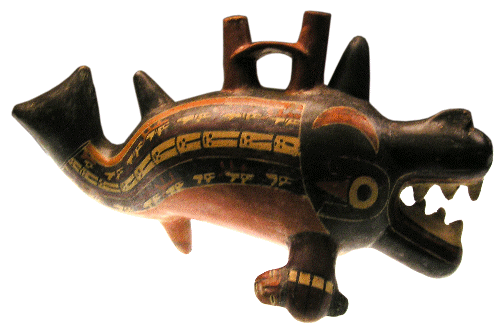
Cultura Nazca: Huaco polícromo ictiforme.

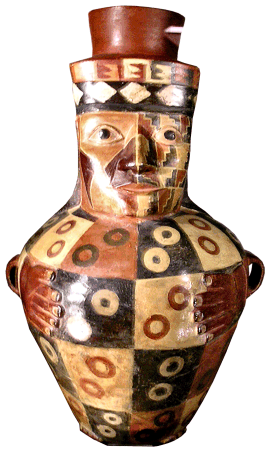
Cultura Wari Vasija antropomorfa.

Un huaco es una pieza cerámica de factura delicada y de características estéticas notables producida por alguna cultura prehispánica peruana de los Andes centrales o de la costa de este país.
Desde la época de la presencia hispánica, esta clase de piezas vienen siendo encontradas en emplazamientos precolombinos como templos, sepulcros y enterramientos, así como en otras clases de ruinas. Estos emplazamientos, especialmente si se les supone un significado sacro, reciben el nombre genérico de huaca (de la voz nativa waqa), de donde es verosímil que los huacos tomaran su nombre.

## Grandes trabajadores de huacos
Los huari (wari) fueron unos de los mejores trabajadores de huacos, junto a los Nazcas y los Mochicas, quienes pasaron a la historia, entre otros, por sus notables trabajos en ceramios, pero los incas, que absorbieron todas las culturas existentes en la época de su expansión, también los trabajaron, y, en general, todas las culturas que se dieron en el Perú antes del siglo XVI.

## Variedades de estilos y colores
El asa puente es característico de algunas culturas, al igual que en otras culturas hay muchos colores, en otras no hay más que uno o dos, el negro, el rojo opaco y otros.

## Variedad del arte cerámico
La producción cerámica preincaica y del Imperio inca adoptó toda clase de formas, estilos y calidades. El término huaco se restringe no obstante a ejemplares no reservados al uso diario sino al suntuario o ritual.
Normalmente está asociado a piezas con características plásticas notables: huacos escultóricos representando volúmenes complejos estilizados e incluso escenas culturales, edificios, volúmenes naturalistas como los huacos-retrato, representando rostros humanos, o partes del cuerpo a manera de exvotos, eróticos, instrumentos de trabajo, diversos frutos y alimentos, animales, etc.
Cuando las piezas no son de cerámica escultórica, los huacos se caracterizan por su riqueza pictórica. Así tenemos toda clase de vasijas y recipientes cubiertos de motivos polícromos abigarrados, normalmente representaciones zoomorfas o antropomorfas, mitológicas, eróticas, etc. La cerámica bicolor mochica se caracteriza por ceramios pintados detallando escenas complejas a un nivel narrativo.
En ambos casos el huaco viene asociado a la complejidad plástica (en su volumen o en su decoración), al uso no ordinario y a una consideración como recipiente muy menguado o testimonial, cosa que también tiene que ver con sus dimensiones físicas.
De esta manera, los esbeltos recipientes incas conocidos como aríbalos, aun teniendo ejemplares de opulenta factura, no suelen considerarse huacos ya que su carácter utilitario está demasiado acentuado.